# NGC 5569
NGC 5569 (również PGC 51241 lub UGC 9176) – galaktyka spiralna z poprzeczką (SBc), znajdująca się w gwiazdozbiorze Panny w odległości blisko 90 milionów lat świetlnych od Ziemi. Odkrył ją 26 kwietnia 1849 roku George Stoney – asystent Williama Parsonsa.

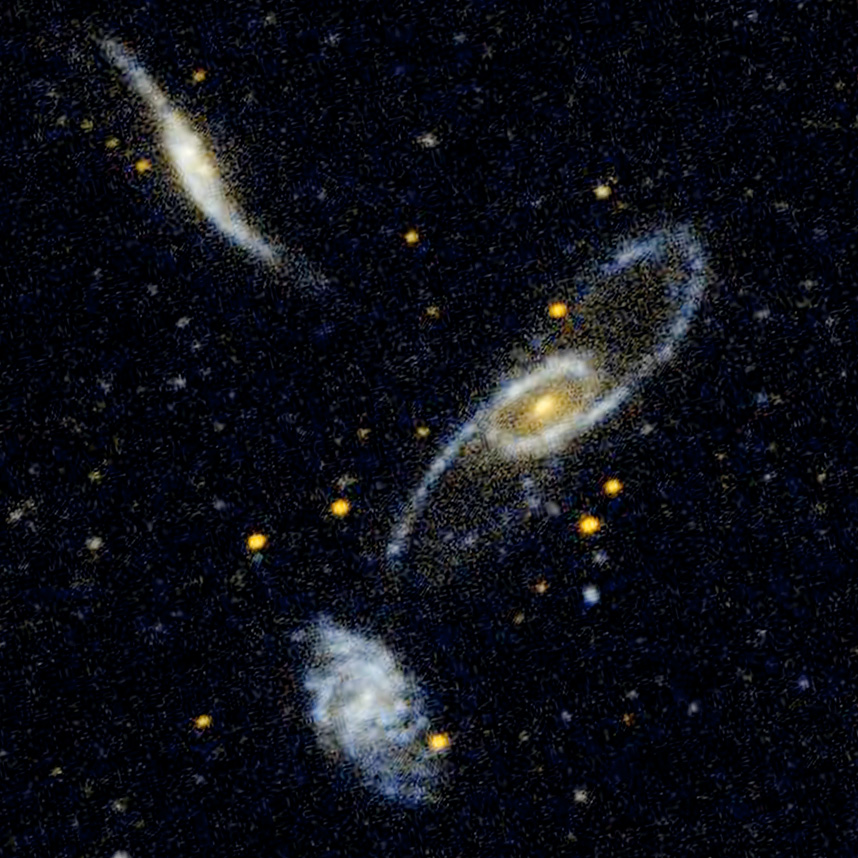
NGC 5560 (u góry), NGC 5566 (w środku) i NGC 5569 (na dole) widziane w ultrafiolecie (GALEX)

Tworzy układ potrójny z galaktykami NGC 5560 i NGC 5566, skatalogowany jako Arp 286 w Atlasie Osobliwych Galaktyk Haltona Arpa.